# 가시와라 마사키
가시와라 마사키(일본어: 柏原 正樹, 1947년 1월 30일~)는 일본의 수학자이다. 교토대학 고등연구원 특임교수이다.  2025년 일본인 최초로 아벨상을 수상했다.

## 생애
도쿄대학교에서 학부 과정을 이수했고, 1969년에 수학 학사 학위를 취득하고 1971년 같은 기관에서 사토 미키오의 지도를 받아 석사 학위를 취득했다. 사토 미키오의 지도를 받아 일본어로 쓴 석사 논문은 D 모듈 연구의 기초를 마련했다. 이후 사토가 교토 대학 수리해석 연구소로 옮긴 후 그곳에서 1974년 박사학위를 취득했다.
1978년 국제수학자대회 기조연설자였고 1990년에는 초대연설자였다. 프랑스 과학 아카데미의 외국 회원이며 일본 학사원의 회원이다. 1978년부터 교수로, 나중에는 소장으로 수학과학연구소에 참여해 왔다.
2020년 일본으로부터 서보중광장을 수여받았다
2025년 일본인으로는 처음으로 아벨상을 수상했다.  아벨위원회 위원장인 헬게 홀든 박사는 카시와라의 기여가 "수학의 여러 분야에서 매우 중요하다"고 설명했고, 카시와라는 "몇 가지 열려 있는 추측, 즉 이미 존재했던 어려운 문제를 해결했으며, 이전에는 연결되어 있다고 생각되지 않았던 영역을 연결하는 새로운 길을 열었다"고 설명했다. 시상식은 2025년 5월 20일 노르웨이 오슬로 에서 개최될 예정이다.